# Зелёная Горка (Кемеровская область)
Зелёная Го́рка — посёлок в Юргинском районе Кемеровской области. Входит в состав Лебяжье-Асановского сельского поселения.

## История
В 1967 году указом Президиума Верховного Совета РСФСР посёлку фермы № 2 совхоза «Юргинский» присвоено наименование Зелёная Горка.

## Население
| 2010 |
| ---- |
| 159  |

## Улицы
- ул. Набережная,
- ул. Новая,
- ул. Центральная.